# Węzeł autostradowy Bielefeld
Węzeł autostradowy Bielefeld (niem. Autobahnkreuz Bielefeld, AK Bielefeld, Kreuz Bielefeld) – węzeł drogowy na skrzyżowaniu autostrad federalnych A2 (Oberhausen — Hannover — Berlin; E34) i A33 (Osnabrück — Paderborn) w kraju związkowym Nadrenia Północna-Westfalia. Nazwa węzła pochodzi od pobliskiego miasta Bielefeld.
Węzeł ma podwójną numerację – numer 25 w ciągu A2 oraz numer 21 w ciągu A33.

## Natężenie ruchu
Przez węzeł dziennie przejeżdża około 131 tys. pojazdów. Po otwarciu odcinka A33 między Bielefeld a Borgholzhausen możliwy jest wzrost natężenia.
| Z                         | Do                                 | Średnie dzienne natężenie ruchu | Udział ruchu ciężkiego |
| ------------------------- | ---------------------------------- | ------------------------------- | ---------------------- |
| AS Gütersloh (A 2)        | AK Bielefeld                       | 84 300                          | 18,3%                  |
| AK Bielefeld              | AS Bielefeld-Süd (A 2)             | 89 800                          | 19,9%                  |
| AS Bielefeld-Senne (A 33) | AK Bielefeld                       | 39 000                          | 9,2%                   |
| AK Bielefeld              | AS Schloß Holte-Stukenbrock (A 33) | 49 200                          | 15,9%                  |